# 列娜·赫伊季兹
列娜·阿列克谢耶芙娜·赫伊季兹（羅馬化：Lena Alekseyevna Kheydiz；1959年10月2日—），俄罗斯画家、作家、艺术理论家。

## 生平
列娜·赫伊季兹，1959年10月2日（日全食之日）出生在俄罗斯西伯利亚地区，出生当天父亲正在外地出差。她的父亲是一名网络工程师，母亲是一名医生。35岁时父亲患多发性硬化病，1985年1月17日去世，享年51岁。身为女儿的她一直陪在父亲身边照料，陪伴父亲走完了生命最后一段时光。对父亲的深切思念及其悲惨命运对赫伊季兹的艺术创作产生了重要影响。正是因为她父亲的病逝使她对死亡和现实哲学问题产生了浓厚的兴趣，这两个题材也成为她艺术创作的主题。
1982年列娜·赫伊季兹毕业于莫斯科国立大学力学数学学院，同年完成了高级外语训练班全部课程（西班牙语、意大利语、波兰语、法语、德语、英语），并从事过多年翻译工作。35岁时赫伊季兹决定要成为一名顶级画家，于1995年前往德国。在科隆完成了第一部绘画作品，随后将该作品卖掉，获得了人生第一桶金。1995-1997年间完成了弗里德里希·尼采的＂查拉图斯特拉如是说＂中30余幅绘画作品，这些都是视觉化隐喻风格的绘画作品，并非单纯插图。1997年俄罗斯科学院哲学研究所举办了列娜·赫伊季兹画展。
2004年俄罗斯科学院出版了弗里德里希·尼采的＂查拉图斯特拉如是说＂德文版和俄文版。封面与护封选用了列娜·赫伊季兹的两幅作品，书中还刊登了画册中其他20幅绘画作品。2005年首届现代莫斯科画展上展出了赫伊季兹的作品——弗里德里希·尼采的＂查拉图斯特拉如是说＂，而俄罗斯科学院哲学研究所早在1997年就展出过该作品。她的作品被特列季亚科夫画廊、莫斯科现代艺术博物馆、莫斯科美术博物馆、普希金造型艺术博物馆及众多私人收藏家所收藏。

## 出版
- Nietzsche F. Thus Spoke Zarathustra. Moscow, Institut of Philosophy of Russian Academy of Sciences,  2004.  ISBN 5-9540-0019-0
- Giametta Sossio. "Commento allo Zarathustra".Milan,Bruno Mondadori,2006.ISBN 88-424-9804-1
- Nietzsche F. Morgenröte. Gedanken über die moralischen Vorurteile". Moscow, Akademicheskij Projekt, 2007. ISBN 978-5-8291-0942-4
- 미래를 창조하는 나 - 차라투스트라는 이렇게 말했다 (고전읽기 "I'm making the future", Seoul,Mirae N Culture Group,2009. ISBN 978-89-378-4498-0
- Hades, Lena. . London: Alexander Kerensky Museum Publishing. 2010. ISBN 978-1-906408-07-7.